# 石抹狗狗
石抹 狗狗（せきまつ くく、? - 1289年）は、モンゴル帝国に仕えた契丹人の一人。

## 概要
石抹狗狗は石抹高奴の曾孫にあたる。狗狗は幼い頃からモンゴルの征服戦争に加わり、勇壮なことで知られた。至元8年（1271年）、厳忠範の軍勢に従って重慶包囲に加わり、その後は朝陽塞の攻略で功績を挙げた。至元9年（1272年）、南宋の将軍の昝万寿が成都を襲撃したため、狗狗がモンゴル兵2千を率いてこれを撃退した。至元16年（1279年）、はそれまでの功績により宣武将軍・管軍総管の地位を授けられ、遂寧に駐屯した。至元17年（1280年）、更に明威将軍・管軍副万戸に昇格している。
亦奚不薛蛮が叛乱を起こすと､ 狗狗は招討使の薬剌海に従って叛乱の平定に加わった。また、四川方面軍の最高司令官イェスデルが都掌・烏蒙・蟻子諸蛮を鴨楼関の戦いで破った際には、狗狗は最も大きな功績を挙げた。至元21年（1284年）、モンゴル兵800の軍団を率いて散猫蛮を菜園坪・滲水渓の戦いで破ったので、石塞によって守りを固めていた散猫蛮も投降するに至った。至元24年（1287年）、懐遠大将軍・夔州路万戸の地位に移り、重慶に移住したが、至元26年（1289年）に亡くなった。死後は息子の石抹安童が跡を継いでいる。

## モンゴル帝国の四川駐屯軍
- 成都等路万戸府(成都路)…耶律禿満答児・汪嗣昌一族・劉恩一族
- 嘉定万戸府(嘉定府路)…テムル・ブカ一族
- 保寧万戸府(広元路)…石抹不老一族・汪惟簡一族
- 順慶等処万戸府(順慶路)…不明
- 重慶五路守鎮万戸府(重慶路)…郝和尚バアトル一族
- 夔州路万戸府(夔州路)…石抹狗狗一族
- 叙州万戸府(叙州路)…不明